# フランク・ピアソン
フランク・ピアソン（Frank Romer Pierson、1925年5月12日 - 2012年7月22日）は、アメリカ合衆国の脚本家、映画監督。

## 来歴
ニューヨーク州ウエストチェスター郡チャパクア出身。ハーバード大学卒業。
西部劇ドラマ『西部のパラディン』の脚本で知られるようになり、その後、映画『キャット・バルー』や『暴力脱獄』の脚本を執筆、作品は度々アカデミー賞にノミネートされるなど高い評価を受けた。1976年、映画『狼たちの午後』で第48回アカデミー脚本賞を受賞。その後、1976年の映画『スター誕生』など、映画・テレビドラマの監督も務めた。
また、全米脚本家組合（WGA）の会長を1981年から1983年と1993年から1995年の2度にわたって務めたほか、映画芸術科学アカデミー（AMPAS）の会長を2001年から2005年まで歴任した。
2012年7月22日死去、87歳。

## 主な作品

### 脚本
- 西部のパラディン Have Gun - Will Travel (1959-1960) テレビドラマ
- ドクター・キルデア Dr. Kildare (1962) テレビドラマ
- 裸の町 Naked City (1962-1963) テレビドラマ
- ルート66 Route 66 (1963) テレビドラマ
- キャット・バルー Cat Ballou (1965)
- 真昼の衝動 The Happening (1967)
- 暴力脱獄 Cool Hand Luke (1967)
- ショーン・コネリー/盗聴作戦 The Anderson Tapes (1971)
- 保安官ニコルス Nichols (1972-1973) テレビドラマ、クリエイターも
- ボールド・ワンズ The Bold Ones: The New Doctors (1972) テレビドラマ
- 狼たちの午後 Dog Day Afternoon (1975)
- ブルース・ウィリス/イン・カントリー In Country (1989)
- 推定無罪 Presumed Innocent (1990)
- グッド・ワイフ The Good Wife (2010) テレビドラマ
- マッドメン Mad Men (2012)

### 監督
- 西部のパラディン Have Gun - Will Travel (1962) テレビドラマ、1話分
- ルート66 Route 66 (1963) テレビドラマ、1話分
- 鏡の国の戦争 The Looking Glass War (1970) 脚本も
- ネオン輝く日々 The Neon Ceiling (1971) テレビ映画
- 保安官ニコルス Nichols (1971-1972) テレビドラマ、6話分
- ボールド・ワンズ The Bold Ones: The New Doctors (1972) テレビドラマ、1話分
- スター誕生 A Star Is Born (1976) 脚本も
- キング・オブ・ジプシー King of the Gypsies (1978) 脚本も
- ヒッチコック劇場 Alfred Hitchcock Presents (1985) テレビドラマ、1話分
- ウォッチャー Somebody Has to Shoot the Picture (1990)
- 虚偽/シチズン・コーン Citizen Cohn (1992) テレビ映画
- プレジデント・トルーマン Truman (1995) テレビ映画
- ダーティ・ピクチャー 禁断の写真 Dirty Pictures (2000) テレビ映画
- 謀議 Conspiracy (2001) テレビ映画
- Lの世界 the L word (2006) テレビドラマ、1話分